# Ctenacis fehlmanni
El tollo coludo arlequín (Ctenacis fehlmanni) es una especie de elasmobranquio carcarriniforme de la familia Proscylliidae.